# 罗振玉
罗振玉（1866年8月8日—1940年5月14日），初名宝鈺，字式如、叔蕴、叔言，号雪堂、商遺先生，晚年别署贞松老人，江苏省淮安府人，中国金石学家、逊清皇室流亡小朝廷的重要人物。其在甲骨文和敦煌写卷研究上作出了贡献，是「甲骨四堂」之一。他的四个儿子罗福成、罗福苌、罗福葆和罗福颐都是语言学家和历史学家。卒諡恭敏。

## 生平
原籍浙江上虞，祖辈迁居江苏淮安河下罗家桥，1860年庚申之劫时河下遭焚毁，于是迁居南门内更楼东。1866年8月8日罗振玉出生于此。
罗氏曾有一篇“自挽联语”，概括了他一生的几件大事，内容如下：

毕生寝馈书丛，历观洹水遗文、西陲坠简、鸿都石刻、柱下秘藏，守缺抱残差自幸。

半世沉沦桑海，溯自辛亥乘桴、乙丑扈跸、壬申于役、丁丑乞身，补天浴日竟何成。

### “洹水遗文”
指殷墟甲骨文。1898至1899年间，王襄、孟定生、王懿荣分别判断出甲骨上刻的是古文字，开始加以收藏。1903年罗氏在上海见到刘鹗收藏的甲骨，“一见诧为奇宝，怂恿刘君亟拓墨，为选千纸付影印”，《铁云藏龟》由此面世。1907年罗氏进入学部后开始收藏甲骨，并深感其珍贵和濒危，为此，1910年前后大量搜求，毕生收藏甲骨数以万计。
1911年罗氏编辑甲骨文资料，并出版《殷虚书契》前三卷，至1933年陆续出版了八卷本《殷虚书契前编》（1913年）、《菁华》（1914年）、《后编》（1916年）、《续编》（1933年）、《铁云藏龟之余》（1915年）等，刊布甲骨文资料五千四百余版，占同期海内外刊布总数的三分之一以上，为传统国学的研究提供大量新资料。
1903年罗氏在《铁云藏龟序》中已论证甲骨文为“夏殷”遗物，有助于古文字研究，“且可证经史”。1908年进一步向古董商访求到甲骨的真实出土地，1910年发表《殷商貞卜文字考》，第一次考定甲骨真实出土地为史称“殷墟”的安阳小屯，又对照《殷本纪》，首次确认了这批历史资料的性质。1915年初罗氏完成并刊印《殷虚书契考释》，提出形音义可考的甲骨文485字；考订出商先王庙号十八、先公庙号二，至今该书仍然是甲骨文研究的重要资料，由于罗氏在甲骨的搜集、保藏、流传、考释等方面的开创性工作，被称为“甲骨四堂”之首。

### “西陲坠简”
是指汉代烽燧遗址简牍的发现与研究，自1901年以来，斯文赫定、斯坦因等在中国尼雅、楼兰等地进行调查发掘，并带走大量汉晋简帛文书，八年后国人才辗转得知此事。罗氏写道“光绪戊申（1908年），予闻斯坦因博士访古于我西陲，得汉魏简册载归英伦，神物去国，恻焉疚怀”，同时文物被收藏海外后“典守森严，不殊秘阁，苟非其人，不得纵览”。于是，罗氏设法通过伯希和与整理这批简牍的沙畹建立了联系，沙畹允诺简牍整理好后，即提供文书写本。辛亥革命后，罗氏虽身在日本，但仍惦念简帛一事，1912年再次向沙畹催问，终于在1913年得到手校稿本。经三子罗福苌翻译，重新按内容分类，与王国维分任考释，于1914年出版近代简牍学的奠基之作——《流沙坠简》。

### “鸿都石刻”
鸿都是汉代朝廷藏书的地。这里罗氏是指汉魏石经，也就是我国历史上最早的官定儒家经本。石经原立于太学，汉魏以后屡遭破坏，原碑不复存在，仅有残石陆续出土。宋代开始有学者收集传拓石经残字并校勘经文，罗氏致力于儒学经典的传承，1928年开始收集经石的诸家拓本，整理考订，后又陆续增补，1938年重编为《增订汉熹平石经残字集录二卷》“计七经之文，总得五千五百九十三言，诸经校记一百八十言，合以序记残石，总得六千一百六十三言”）使“绝于永嘉之乱”的珍贵文物得以重现人间。

### “柱下秘藏”
在此指明清内阁大库档案。位于故宫东南隅(东华门内)的大库，是清代内阁存放档案和书籍的处所。1909年面临修缮，奏请焚毁无用档案。张之洞曾就宋人玉牒残页流散之事询问罗氏，罗氏提出大库所在地为明代文渊阁旧址，当还有宋版书，应加珍重。由此，张之洞奏请“片纸只字不得遗弃”，书籍和其它有关资料俱归学部，并要罗氏时时前往相助。期间，罗氏多次发现大量涉及清初历史的重要档案，包括清初绘制的“地图十大轴”等均被列入“焚毁”之列，急告张之洞。由此部分档案运至学部保存起来，更大量的由于内阁已“奏请焚毁”，遂让罗氏迅速“设法移入部中，但不得漏于外间。”于是装了八千麻袋运到学部后堂暂存，再转移至国子监敬一亭保管。
1921年这批档案存放于历史博物馆，除部分比较完整的被北京大学借去整理外，余下的数千麻袋档案再次被以“烂字纸”为名，经由教育部批准卖给同懋增纸店。同懋增纸店以四千元买下这些“烂字纸”，除零星出售外，大部用于化纸浆。罗氏因事至京，在市上看到洪承畴揭帖和高丽国王贡物表，断定是大库所出。在金梁协助下，以三倍价钱从同懋增纸店回收尚存的所有档案。为此曾奔走于京津筹款，1924年十月，立遗嘱时着重指出，有债务约四万元，须变卖所藏书籍、字画、文物以偿清，“诸欠款中以金息侯老伯手一万元为最要， 此系京旗生计维持会公款，借以购大库史料者”。
1922年罗氏以一万二千元买下劫余的大库档案后，初存北京彰仪门货栈，又移商品陈列所大楼，请十余人檢視整理。发现不少有关边务战事、清初开国方略的档案，以及朝鲜、琉球、安南题表等等，很多都是前所未闻。消息传出人们得知纷纷要求观看，于是北洋政府想要收藏、国外有人且重金求让等，罗氏均不许。不久商部忽勒令移出，只好将少部分带回天津河北京旗生计维持会博爱工厂，大部分觅赁善果寺余屋，并连夜迁入。这一阶段整理编印了《史料丛刊初集》十册等。终因人力财力的限制，以不得转售异国为约，转让李盛铎。后归中央研究院历史语言研究所，档案才最终被保护起来。
其后，市面上仍有不少流散的大库档案，罗氏继续在北京收集，移居旅顺时，与所藏文物一起运旅。1934年成立大库旧档整理处，印行《大库史料目录》六编。除此以外，自1924年至1936年罗氏编辑、影印出版的有：《史料丛刊初编》、《清太祖实录稿》、《史料丛编》、《皇清奏议》、《皇清奏议续编》等。罗氏等学人对明清两代历史第一手资料的保护整理，使今天的清史研究得以建立在一个全新的基础上。

### 其它方面

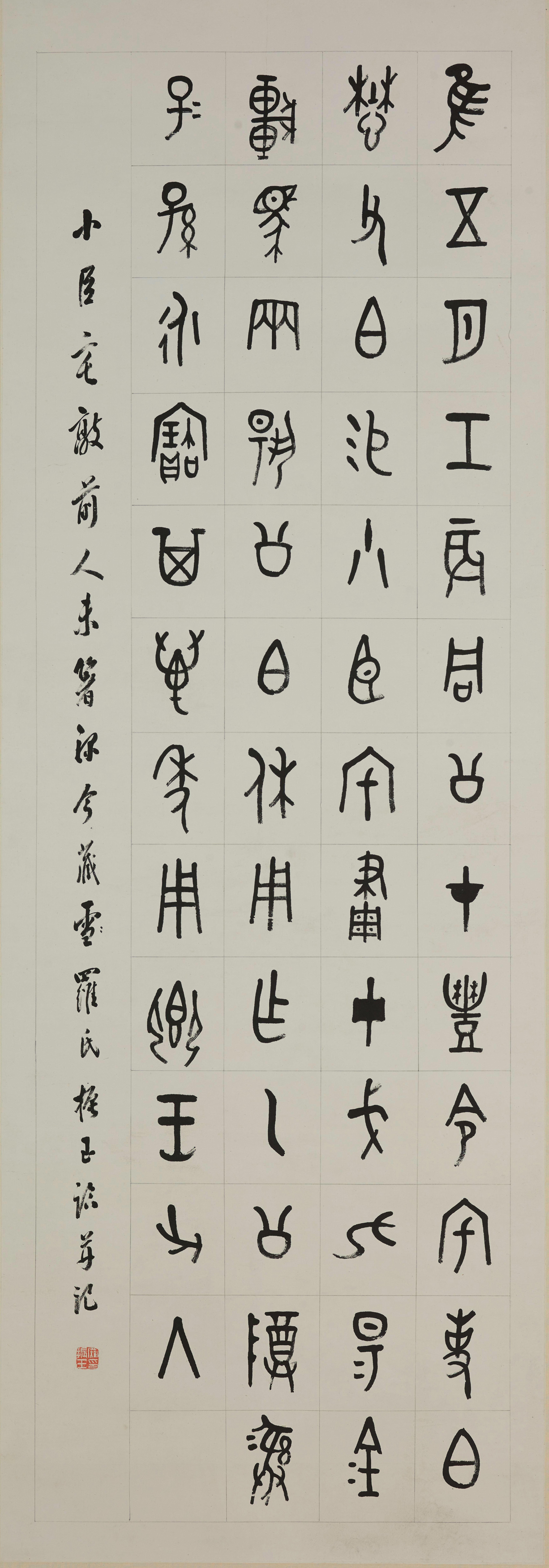
罗振玉 篆书临小臣宅敦铭轴

除去甲骨文研究方面贡献，罗振玉还被认为是敦煌学研究的奠基人，宣统元年，罗振玉来到北京拜访伯希和，看到伯希和所获敦煌写卷，并得知藏经洞仍有数千卷文书，罗振玉极力督促官方将所余遗书悉数运往京师。使这批宝藏于宣统二年秋运抵北京，入藏于京师图书馆。
1896年在上海创辦東文學社，培养日文翻译人才，学员有沈肱、樊少泉及王國維。1909年4月-1912年2月担任京师大学堂农科大学（现中国农业大学）“校长”一职。
政治上十分保守，始終效忠清室。辛亥革命后，罗振玉逃往日本。1919年回国。1924年奉溥仪之召，入值南书房。1928年迁居关东州旅顺。九一八事變後追隨溥儀，出任滿洲國參議府參議、滿日文化協會會長等職，受當時人批判為「漢奸」。1940年5月14日在关东州旅順逝世。

#### 史学研究
一、殷商史学研究方面，考证殷都邑，研究殷世系，为甲骨文缀合提供了条件。
二、归义军史研究。
三、高昌国史研究。

### 收藏
- 曾收藏传（唐）王维所作的《江干雪霁图》（现由日本私人所藏）、传王维所作的《长江积雪图》（现藏美国夏威夷火奴鲁鲁艺术学院）（载罗振玉《雪堂类稿》）。

## 主要作品
- 《殷墟书契考释》

## 故居
- 罗振玉故居，江苏省淮安市淮安区更楼东街，淮安市文物保护单位。
- 罗振玉旧居，辽宁省大连市旅顺口区洞庭街一巷1、3、12号，辽宁省文物保护单位。

### 引用文献
1. ↑  马国权. . 上海书画出版社. 1998: 139–142. ISBN 7-80512-963-0.
2. ↑  罗福颐编 《贞松老人外集》第四卷 1944(?)自印于沈阳
3. ↑  罗振玉 《殷虚古器物图录序》
4. ↑  罗振玉《流沙坠简序》（1914年）
5. ↑  罗振玉《鸣沙石室佚书序》（1913年）
6. ↑  罗振玉 增订本《汉熹平石经残字集录·戊寅序》）
7. ↑  参见罗振玉《集蓼编》, 载《贞松老人遗稿》甲集；又见徐中舒《内阁档案之由来及其整理》和《再述内阁大库档案之由来及其整理》, 载《明清档案》第一本, 1986年台北版
8. ↑  李光涛《记内阁大库残余档案》, 载《明清档案》第一册1985年台北版。
9. ↑  《贞松老人外集·甲子岁谕儿辈》
10. ↑  见徐中舒《内阁档案之由来及其整理》；又金梁《内阁大库档案访求记》载《东方杂志》第20卷第四号。
11. ↑  罗福颐《清内阁大库明清旧档之历史及其整理》，《岭南学报》第9卷第1期1948年2月。
12. ↑  李泉《傅斯年与大库档案之收藏整理》，聊城师范学院历史系等编《傅斯年》山东人民出版社1991年。